# Rhinolophus imaizumii
Rhinolophus imaizumii (Hill & Yoshiyuki, 1980) è un Pipistrello della famiglia dei Rinolofidi endemico dell'isola giapponese di Iriomote.

## Descrizione

### Dimensioni
Pipistrello di piccole dimensioni, con la lunghezza dell'avambraccio tra 40,1 e 42,8 mm.

### Aspetto
La pelliccia è lunga e lanosa. Le parti dorsali sono marroni, con la base dei peli più chiara mentre le parti ventrali sono color crema o marroni chiare. Le orecchie sono grandi, con il margine anteriore fortemente convesso, quello posteriore leggermente concavo sotto la punta, la quale è smussata. L'antitrago è grande. La foglia nasale presenta una lancetta con i bordi leggermente concavi ed una punta arrotondata, un processo connettivo stretto e con la parte anteriore che si proietta in avanti come un corno, una sella leggermente più stretta al centro e con l'estremità arrotondata e rivolta in avanti. La porzione anteriore copre interamente il muso. Il labbro inferiore ha tre solchi longitudinali. La coda è lunga ed inclusa completamente nell'ampio uropatagio. Il primo premolare superiore è piccolo e situato lungo la linea alveolare.

## Biologia

### Alimentazione
Si nutre di insetti.

## Distribuzione e habitat
Questa specie è conosciuta soltanto sull'isola di Iriomote, nelle Isole Ryukyu.

## Conservazione
La IUCN considera questa specie sinonimo di Rhinolophus pusillus.